# P&Q
P&Q는 힙합 뮤지션 Paloalto와 The Quiett의 프로젝트 그룹이며, 2006년 7월 24일 앨범 Supremacy를 발매하였다.

## 음반 목록
- Supremacy (2006년 7월 24일)